# Aubèrt
Aubèrt est un village qui appartient à la commune de Vieilla dans le terçon de Marcatosa, de la comarca de Val d'Aran, province de Lérida, en Catalogne. 

## Géographie
Le village est situé entre 900 et 920 mètres d'altitude. Il surplombe la route N-230, qui rejoint la France en suivant le cours de la Garonne et est situé sur la rive droite, à 4 kilomètres de distance de la commune de Viella. 
Le toponyme d'Aubert, signifierait "Ouvert" en occitan, c'est-à-dire : Essart, gagné sur la forêt

## Culture et patrimoine

### Lieux et monuments
Le village d'Aubèrt faisait partie des anciens thermes de Betlan, situés à 912 m d'altitude. 
Son principal monument est l'église de la Madone du Roser, un bâtiment roman (XIIe siècle), avec une seule nef de plan rectangulaire, et un campanile posé sur une tour de plan carré, se finissant sur une forme hexagonale, à six ouvertures en plein cintre et terminé par une flèche du XVIe siècle. Il y avait une vierge à l'enfant de style baroque qui aurait été volée dans les années 80. Il y a aussi une statue polychrome de Notre-Dame du Rosaire du XVIIIe siècle.
À la périphérie, à côté du cimetière, il y a l'église paroissiale Saint Martin, une église romane de transition (XIIIe siècle). L'église était celle de l'ancien monastère de Saint Agustí, aujourd'hui disparu. Une de ses absides est consacrée à la famille Aner d'Estève qui lui a fourni plusieurs prêtres.

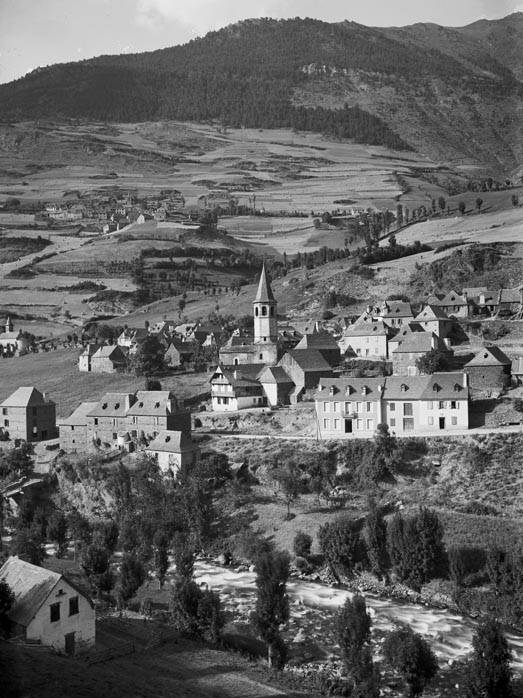
Le village et la Garonne en 1907
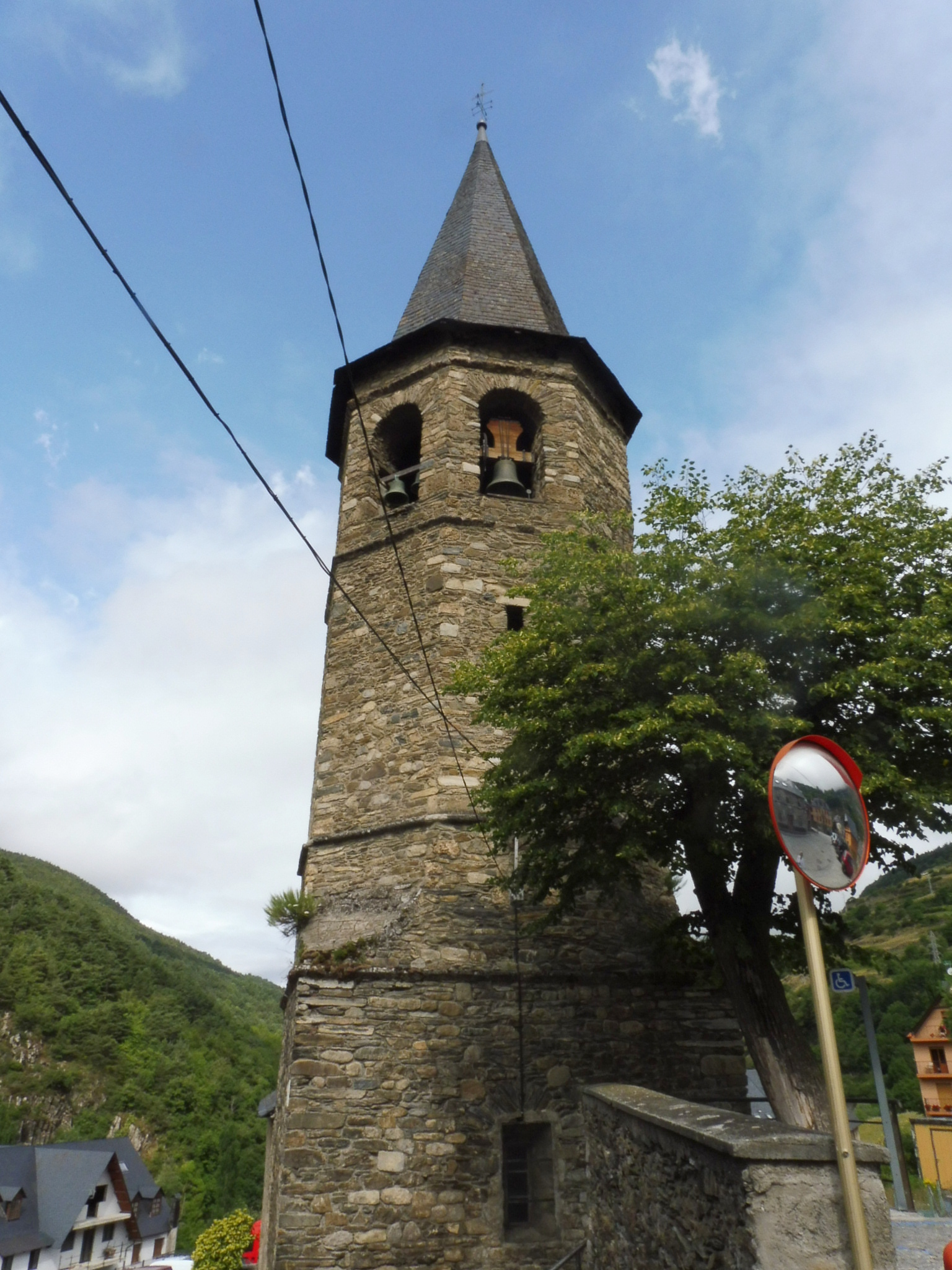
Madone du Roser
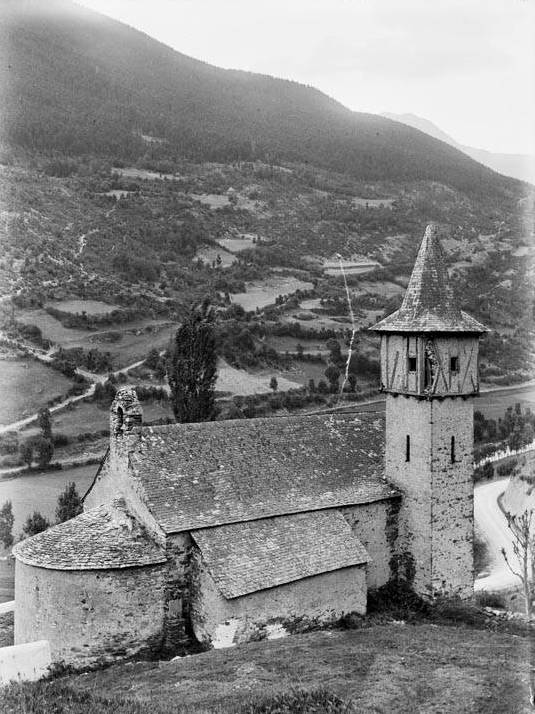
Saint Martin avant 1914

L'ensemble est recensé dans l'Inventaire du patrimoine architectural de Catalogne.

### Fêtes
La fête du village est le 11 novembre.

## Personnalités liées au village
- Felip Aner d'Esteve (1781-1810) : député aranais ayant joué un rôle important dans la défense de la vallée durant la guerre d'Espagne (1808-1814) et la préparation de la Constitution espagnole de 1812, né à Aubèrt.